# Les Cabannes, Ariège
 Les Cabannes  là một xã ở tỉnh Ariège, thuộc vùng Occitanie ở phía tây nam nước Pháp.